# Myodes rex
Myodes rex là một loài động vật có vú trong họ Cricetidae, bộ Gặm nhấm. Loài này được Imaizumi mô tả năm 1971.